# Herbert Huber (Mediziner)
Herbert Huber (* 19. August 1907 in Görwihl, Schwarzwald; † 8. September 1977 in Leinfelden, Stuttgart) war ein deutscher Gynäkologe, Geburtshelfer und Hochschullehrer.

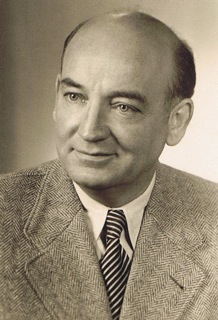
Herbert Huber

## Leben und Wirken
Herbert Huber begann das Medizinstudium 1926 an der Universität Heidelberg. Die klinischen Semester verbrachte er an den Universitäten Freiburg, Wien und Zürich. Das medizinische Staatsexamen bestand er 1931 an der Universität Freiburg. Ärztliche Approbation (1932) und Promotion (1934) erfolgten ebenfalls in Freiburg.
Nach der pathologisch-anatomischen Ausbildung an der Universitäts-Frauenklinik Berlin bei Robert Meyer begann Huber seine Assistentenzeit in der chirurgischen Abteilung des Westendkrankenhauses Berlin bei Arthur Waldemar Meyer. 1934 wechselte Huber nach Dortmund zu dem Chirurgen Georg Ernst Konjetzny. Dieser wurde noch im selben Jahr an die chirurgische Universitätsklinik Greifswald berufen, wohin ihm Huber folgte. In Greifswald wechselte Huber von der Chirurgie zur Gynäkologie und wurde 1934 bei Ernst Philipp, dem damaligen Direktor der Universitäts-Frauenklinik Greifswald, Assistent. Nach der Berufung von Philipp im Jahr 1937 an die Universitäts-Frauenklinik Kiel folgte ihm Huber dorthin.
1939 habilitierte sich Huber mit der Schrift „Myom, Sterilität und Fertilität“ in Kiel und wurde dort 1941 Oberarzt und 1945 zum außerplanmäßigen Professor ernannt. Im Jahr 1940 heiratete Huber die Ärztin Othild Boesser. Aus dieser Ehe gingen zwischen 1942 und 1948 vier Töchter hervor.
1954 folgte Huber einem Ruf an die Universitäts-Frauenklinik Marburg und wurde als Nachfolger von Carl Kaufmann Ordinarius für Frauenheilkunde und Geburtshilfe. Im Amtsjahr 1959/60 wurde Huber zum Dekan der Medizinischen Fakultät Marburg gewählt.
Nach dem Tod von Ernst Philipp im Jahr 1961 nahm Huber 1963 den Ruf an seine ehemalige Wirkstätte in Kiel an und leitete fortan die dortige Universitäts-Frauenklinik. Im Amtsjahr 1966/67 war Huber Dekan der Medizinischen Fakultät der Christian-Albrechts-Universität zu Kiel. Huber musste das Ordinariat an der Frauenklinik aus gesundheitlichen Gründen vorzeitig im Jahr 1970 an seinen Nachfolger Kurt Semm abgeben. Huber verstarb im Jahr 1977.
In seinen wissenschaftlichen Arbeiten befasste sich Huber vorwiegend mit klinischen und pathologisch-anatomischen Fragestellungen. In seiner Assistentenzeit in Greifswald stand das Krankheitsbild der Endometriose sowie das Sterilitätsproblem im Fokus der wissenschaftlichen Arbeit. In Kiel setzte Huber seine Forschung zur Pathophysiologie und Klinik der Endometriose fort. Durch die Untersuchungen von Philipp und Huber entstanden grundlegende Beiträge zur Ätiologie der Endometriose im Sinne einer metastatischen Entstehung.
Seit 1947 beschäftigte sich Huber vorrangig mit der bösartigen Geschwulstbildung am weiblichen Genital. Diese Forschung stützte sich auf das Patientengut der Universitätsklinik Kiel, das seit 1922 lückenlos zur Verfügung stand. Zusammen mit Georg Hörmann, einem Schüler von Philipp und Huber, forschte Huber zum Problem der pathologischen chorialen Wucherungen (Blasenmole und Chorionepitheliom), ebenfalls unter anatomischen und klinischen Gesichtspunkten.
Während seiner Marburger Zeit (1954–1963) befassten sich Huber und seine Mitarbeiter unter anderem mit der Problematik der Schwangerschaftsanämien, Schwangerschaftstoxikosen und Genitaltuberkulose.
Im Jahr 1965 wurde Huber zum Vorsitzenden der „Nordwestdeutschen Gesellschaft für Gynäkologie und Geburtshilfe“ gewählt. 1970 erhielt er die Ehrenmitgliedschaft der Finnischen Gesellschaft für Gynäkologie, Helsinki.
Huber war zunächst gemeinsam mit Philipp, dann von 1962 bis 1972 als alleiniger Herausgeber der Zeitschrift für Geburtshilfe und Gynäkologie, die während seiner Herausgeberschaft in Zeitschrift für Geburtshilfe und Perinatologie umbenannt wurde, tätig.

## Schriften (Auswahl)
- Myom, Sterilität und Fertilität. Mit einem weiteren Beitrag zur Bedeutung der Tubenendometriose. In: Zbl. Gynäk. 63, 1939, S. 760.
- mit E. Philipp: Die Entstehung der Endometriose, gleichzeitig ein Beitrag zur Pathologie des interstitiellen Tubenabschnittes. In: Zbl. Gynäk. 482, 1939, S. 7–39.
- mit E. Philipp: Die Klinik der Endometriose im Lichte neuer Forschungsergebnisse. In: Zbl. Gynäk. 63, 1939, S. 482–497.
- Das primäre Carcinom der Vulva. Ein Beitrag zur Entstehung und Behandlung. In: Arch. für Gynäk. 179, 1950, S. 1–29.
- Die intra- und extragenitale Tumormultiplizität beim Genitalcarcinom. Ergebnis einer umfassenden anatomischen, klinischen und statistischen Bearbeitung von über 4000 Genitalcarcinomen. In: Zeitschrift für Krebsforschung. 58, 1951, S. 103–162.
- mit G. Hörmann: Über das „Chorionepithelioma malignum“. Zugleich eine kritische Betrachtung an Hand von 22 Fällen aus den Jahren 1922–1950. In: Zeitschrift für Krebsforschung. 58, 1952, S. 285–363.
- Die Behandlungserfolge beim Genital-Carcinom an Hand von 3410 Fällen. In: Geburtsh. und Frauenheilk. 13, 1953, S. 869.